# موتور ملابخش کوسه
موتور ملابخش کوسه یک منطقهٔ مسکونی در ایران است که در دهستان پیرسهراب واقع شده‌است. موتور ملابخش کوسه ۳۶ نفر جمعیت دارد.